# Abidan
Abidan — imię męskie pochodzenia biblijnego, teoforyczne, oznaczające w języku hebrajskim „Bóg sądził” i stanowiące synonim imienia Jozafat. 
Postacie biblijne:
- Abidan – syn Geodiniego.